# Église Saint-Aventin de Vendeuvre-du-Poitou
L'église Saint-Aventin est une église catholique située à Vendeuvre-du-Poitou, en France.

## Localisation
L'église est située dans le département français de la Vienne, sur la commune de Vendeuvre-du-Poitou. La place Raoul Péret lui sert de parvis.

## Historique
L’église Saint-Aventin de Vendeuvre-du-Poitou est un édifice hétérogène dont les éléments les plus anciens datent de la première moitié du XIIe siècle. À la fin du XIIe siècle et au début du XIIIe siècle, l’église fait l’objet d’importants travaux comme l’attestent encore le clocher-porche et les portails ouest et sud.
Au XVIe siècle, elle reçoit de nouveaux aménagements : reprise des parties hautes du clocher, construction de chapelles.
Un tremblement de terre, en 1704, détruisit une partie de la flèche en pierre de taille. En 1866, un ouragan détériora définitivement cette même flèche. À la suite de cette tempête, les derniers vestiges de la flèche ont été démontés et vendus aux enchères. 
Faute de moyens financiers, c’est seulement à partir de 1945 que des travaux importants sont réalisés sur l’église.
Toutefois, malgré ces travaux, les désordres qui affectent l’ensemble de l’édifice ont conduit à sa fermeture à partir de juillet 2008. Ils sont en partie causés par les interventions successives sur le bâtiment. Ces désordres peuvent être anciens et ont déjà fait l’objet de travaux de restauration. Cependant, dans le courant de l’année 2007, des chutes d’enduit au niveau de l’arc-doubleau situé entre la nef et le chœur ainsi que quelques fissures sur un arc d’ogive de la première voûte du chœur ont alerté la municipalité et l'ont conduite, pour des raisons de sécurité, à décider de sa fermeture au public. Le diagnostic a permis de constater que la couverture de tuiles posée sur la charpente non triangulée poussait les murs et faisait menacer la voûte de s'effondrer.
En 2010 ont eu lieu de grands travaux de restauration et de consolidation du chœur et de la nef. Ces travaux réalisés ont permis d'une part de supprimer les contraintes appliquées en tête des murs et d'autre part de restaurer les éléments déficients du gros œuvre (maçonnerie-charpente-couverture). Ainsi la charpente et la couverture ont été entièrement reprises, les voûtes en lattis et en brique ont été remplacées par une voûte en bois. Le chauffage au gaz a été remplacé par un chauffage électrique et l'éclairage entièrement refait et mis en conformité, de même que la sonorisation. L'œil-de-bœuf a été rouvert et un vitrail a été posé dans les fonts baptismaux.
L'église est de nouveau accessible aux fidèles et au public depuis décembre 2012, après trois ans de travaux.
Le clocher et le portail latéral sud sont classés au titre des monuments historiques en 1923. L'ensemble de l'édifice (à l'exception des parties classées) est inscrit en 1927 comme monument historique.

## Descriptif
L'église est construite au moyen de matériaux en partie remployés du site gallo-romain des Tours-Mirandes.
L'église Saint-Aventin s'ouvre par un massif clocher-porche. Percé de baies en plein-cintre, il était autrefois coiffé d'une flèche en pierre. Son clocher est du XIIe siècle.
Son plan atypique se compose d’une nef à deux vaisseaux : un vaisseau principal précédé d’un clocher-porche à l’ouest et un collatéral au sud. À l’est se développe le chœur, comportant deux travées couvertes de voûtes domicales, type Plantagenêt, s’achevant par un chevet plat percé d’un triplet. Il a été agrandi au sud par le percement de deux grandes arcades en plein-cintre, ouvrant sur une chapelle du XVIe siècle, composée de deux travées couvertes d’ogives surbaissées
La nef est décorée de chapiteaux archaïques. 
L'église abrite deux tableaux du XVIIIe siècle et un retable en trois panneaux du XVIIe siècle.
Le beau vitrail commémoratif du maitre verrier Lux Fournier date de 1924. C'est un hommage aux enfants de Vendeuvre, morts durant la Première Guerre mondiale (1914-1918).